# Daviscupový tým Rumunska
Daviscupový tým Rumunska reprezentuje Rumunsko v Davisově poháru od roku 1924.
V dosavadní historii Davis Cupu se rumunské družstvo dostalo 3x do finále (v letech 1969, 1971 a 1972). Ve všech finálových zápasech je porazil tým Spojených států amerických.
V roce 2008 prohrálo Rumunsko v 1. kole Světové skupiny s Francií 5:0, aby se nakonec v této skupině zachránilo v barážovém utkání s týmem Indie, které vyhrálo 4:1.

## Aktuální tým
- Victor Hănescu (ATP # 50)
- Victor Crivoi (ATP # 133)
- Adrian Cruciat (ATP # 178)
- Horia Tecău (ATP čtyřhra # 87)

## Související článek
- Davis Cup